# Zemunović
1. redirect Zdravko Zemunović